# Peter Pfeffer
Peter Ernst Pfeffer (* 27. Juli 1969 in Wien) ist ein österreichischer Ingenieurwissenschaftler, Autor und Unternehmer. Er ist Professor für Fahrzeugtechnik an der Hochschule für angewandte Wissenschaften München, Gründer und Geschäftsführer eines An-Instituts.

## Biografie
Pfeffer maturierte am Francisco Josephinum in der Fachrichtung Landtechnik. Sein Maschinenbaustudium mit Schwerpunkt Verkehrstechnik absolvierte er an der Technischen Universität Wien. Seine berufliche Karriere umfasst Positionen als Testingenieur bei der AUDI AG und als Dozent an der University of Bath. Dort Promovierte er berufsbegleitend zum Thema Lenkungsimulation mit dem Titel Interaction of Vehicle and Steering System Regarding On-Centre Handling. Seit 2007 ist er als Professor für Fahrzeugtechnik an der Hochschule München tätig. Zudem gründete er 2014 ein An-Institut und ist seitdem in der Geschäftsführung tätig. Er leitete von 2015 bis 2021 den VDI Bezirksvereins München, Ober- und Niederbayern und ist aktuell der stellvertretende Vorsitzende.
Pfeffer war Sprecher der Professoren für Fahrzeugtechnik an Hochschulen und ist Mitglied im Beirat der VDI-Gesellschaft Fahrzeug- und Verkehrstechnik und der Automobiltechnischen Zeitung ATZ.  Darüber hinaus ist er seit über zehn Jahren der wissenschaftliche Leiter der chassis.tech plus, der weltweit größten Konferenz über die Fahrdynamik von Fahrzeugen. Seine Lager- und Lenkungsmodelle fanden Eingang in der Fahrdynamiksimulation.
Pfeffer wird als Experte für Elektrofahrzeuge interviewt und gibt sein Fachwissen in verschiedenen Medien weiter. Seine Einblicke und Analysen zu Themen wie der Sinnhaftigkeit von Elektroautos, ihrer Klimafreundlichkeit und der Rolle der Politik in der Elektromobilität werden oft von Nachrichtenportalen wie Elektroauto-News, BR24 und Stern TV in Interviews und Diskussionsrunden hervorgehoben.

## Publikationen
- Peter Pfeffer, Manfred Harrer (Hrsg.): Lenkungshandbuch. Springer Vieweg, Wiesbaden 2013, ISBN 978-3-658-00976-2, doi:10.1007/978-3-658-00977-9 (springer.com).
- Pfeffer, P.; Hofer, K.: Einfaches nichtlineares Modell für Elastomerund Hydrolager zur Optimierung der Gesamtfahrzeug-Simulation. In: ATZ Automobiltech Z. Nr. 104, 2002, S. 442–451, doi:10.1007/BF03224407.